# Hjertekarse
Hjertekarse (Lepidium draba) er en flerårig, 20-50 cm høj plante i korsblomst-familien. Jordstænglen er krybende og arten kan danne store og tætte bestande. Bladene er svagt takkede med pilformet omfattende grund. De hvide blomster er vellugtende og 5-6 mm store. Skulpen er smalvægget og bredt hjerteformet med en blivende griffel på 1-2 mm. Stænglen er håret. Den er oprindeligt hjemmehørende i Middelhavsområdet og Vestasien, men er nu spredt som ukrudtsplante mange steder i verden.
I Danmark er hjertekarse sjælden på tør bund langs strande, vejkanter og affaldspladser. Den blomstrer maj til juli.